# شط الاثب (القفر)

تعديل مصدري - تعديل

شط الاثب محلة تابعة لقرية فليح، التابعة لعزلة بني ساوي بمديرية القفر إحدى مديريات محافظة إب في الجمهورية اليمنية، بلغ تعداد سكانها 22 حسب تعداد اليمن لعام 2004.